# ميكيل بروهن
ميكيل بروهن (بالدنماركية: Mikkel Bruhn)‏ هو لاعب كرة قدم دنماركي في مركز حراسة المرمى، ولد في 16 أكتوبر 1990 في الدنمارك في مملكة الدنمارك. لعب مع إف سي هيلسينجور.

## وصلات خارجية
- ميكيل بروهن على موقع قاعدة بيانات كرة القدم.إي يو (الإنجليزية)
- ميكيل بروهن على موقع Soccerway.com (الإنجليزية)